# Clavulicium
Clavulicium Boidin (goździopłaszczek) – rodzaj grzybów z rodziny kolczakowatych (Hydnaceae).

## Charakterystyka
Grzyby kortycjoidalne i klawarioidalne. Owocniki rozpostarte, gładkie, błonkowate. System strzępkowy monomityczny, Strzępki cienkościenne, ze sprzążkami, gęsto splecione. Występują gleocystydy. Podstawki maczugowate do niemal cylindrycznych, mniej lub bardziej faliste z 2–4 tęgimi sterygmami. Zarodniki elipsoidalne, cienkościenne, nieamyloidalne, niedeksrtynalne, gładkie z gutulami, które w okazach zielnikowych często łączą się w zaokrąglony lub nieregularny, niebieskozielony refrakcyjny korpus.
Cechą charakterystyczną Clavulicium są strzępki generatywne ze sprzążkami, obecność gleocystyd i duże elipsoidalne bazydiospory z dużą zawartością oleju w gutulach. Podstawki i zarodniki bardzo przypominają grzyby klawarioidalne z rodzaju Clavulina (goździeńczyk). Szczególnie zarodniki z charakterystyczną niebiesko-zieloną oleistą zawartością są uderzająco podobne. W związku z tym Erast Parmasto umieścił Clavulicium w rodzinie goździeńczykowatych (Clavulinaceae), ale później mykolodzy wyłączyli go z tej rodziny i póki co jest incertae sedis.

## Systematyka i nazewnictwo
Pozycja w klasyfikacji według Index Fungorum: Incertae sedis, Cantharellales, Incertae sedis, Agaricomycetes, Agaricomycotina, Basidiomycota, Fungi.
Polską nazwę podał Władysław Wojewoda w 2003 r.
Gatunki:
- Clavulicium delectabile (H.S. Jacks.) Hjortstam 1973
- Clavulicium extendens Hood 1999
- Clavulicium globosum Hjortstam & Ryvarden 2005
- Clavulicium hallenbergii Avneet P Singh, Jaspreet Kaur & Dhingra 2012
- Clavulicium macounii (Burt) Parmasto 1965 – goździopłaszczek nadrzewny
- Clavulicium pilatii (Boidin) Boidin 1957
- Clavulicium venosum (Berk. & Ravenel) Ginns 1992
- Clavulicium vinososcabens (Burt) Pouzar 1982

Wykaz gatunków i nazwy naukowe na podstawie Index Fungorum. Nazwy polskie według W. Wojewody (2003 r.).